# 水城夢子
水城夢子（日语：／ Mizuki Yumeko */?，1996年4月22日—2023年10月17日），日本富山縣人，日本女演員、女偶像。曾為妄想Calibration和BYOB的成員。暱稱為和。代表色為█綠色（妄想Calibration時期）和　白色（BYOB時期）。2014年至2022年為DEARSTAGE所屬藝人。2023年10月17日因病逝世，享年27岁。

## 經歷

### 從妄想Calibration出道前
- 出生於富山縣。童年時全家曾於澳大利亞布里斯班生活約1年，此後至初中畢業前全家于富山縣居住，高中入學後搬到東京[2]。
- 上高中時曾作為練習生加入偶像團體キラポジョ（當時使用高橋夢子作為藝名）。後來受到當時的經紀人（後來成為妄想Calibration的經紀人）的邀請通過了增補的試鏡，2014年9月15日首次在秋葉原DearStage亮相，同年10月18日與雨宮伊織一同加入妄想Calibration[3]。
- 在獨立音樂時期也參演了「悲しみキャリブレーション」等成名的單曲。2016年1月1日，在ZEPP TOKYO舉行的單人演出取得巨大成功，同時宣佈將於Sony Music Records主流出道[4]。

### 從妄想Calibration出道後
- 2016年6月在Sony Music Records主流出道。團體隨後活躍於動畫商業聯動、全國與世界巡演，但團體於2018年10月「在認真思考了成員們各自以及團體的未來後」宣佈將終止活動[5]。
- 2019年2月23日在Zepp DiverCity參與最後演出『妄想Calibration LAST LIVE ～HOME～』後，在粉絲們的惜別中結束了在妄想Calibration的活動[6]。

### BYOB時代
- 2020年3月20日，作爲新成員加入了屬於Perfect Music的偶像團體BYOB，但同年12月6日此團體也宣佈結束活動[7]。
- 2020年12月16日參與最後的有觀衆演出『Last Supper』後，又於2021年1月20日參與在線直播『LAST ORDER』，隨後結束了在BYOB的活動。

### BYOB解散後
- 在BYOB解散後，繼續屬於DEARSTAGE（日语：ディアステージ_(企業)），主要工作爲舞臺女演員。

- 2021年4月，因身體不適辭去出演的音樂朗讀劇『えんとつ町のプペル』Ver1.1」[8][9][10][11]。同年6月16日，因「需要暫時療養的病狀」宣佈暫停活動[9][12]。

- 2022年12月退出DEARSTAGE[1]。

- 而後病情曾一度好轉，希望積極回歸舞臺[13]，但於2023年10月17日因病逝世[1]。享年27歲。

## 作品

### 其他樂曲
- 舞台イリクラ -2019-  ~Iridescent Clouds~ （页面存档备份，存于） オリジナルサウンドトラック
- 「夢みる途中」水城夢子&みきちゅ

### 影片作品

#### 演出DVD
| 發售日期       | 標題                                                                                                | 編號      |
| -------------- | --------------------------------------------------------------------------------------------------- | --------- |
| 2015年2月27日  | 2回目だね♡こんな気持ちにさせてくれたのは…                                                           | MOSO-1002 |
| 2015年10月10日 | 妄想キャリブレーション LIVE 2015 春 〜妄想ファンタジア in 赤坂BLITZ〜                               | MOSO-1003 |
| 2016年4月23日  | 妄想キャリブレーション LIVE TOUR 2015/16元日 はじめてNIPPONちゅYOUをちぇっくしました! in Zepp Tokyo | MOSO-1004 |
| 2020年2月7日   | 妄想キャリブレーション ラストライブDVD@ZEPP DIVERCITY                                               | MJDS-1161 |

#### 其他DVD
| 發售日期      | 標題                                                    | 編號      |
| ------------- | ------------------------------------------------------- | --------- |
| 2015年2月14日 | 妄キャリDVDマガジン vol.2                               |           |
| 2018年8月31日 | 舞台 「信長の野望 大志-春の陣- 天下布武～金泥の首編～」 | NKST-0001 |

直播
| 發售日期      | 標題                                                   |
| ------------- | ------------------------------------------------------ |
| 2021年12月3日 | よもつへぐい - 現代怪奇百物語 - （页面存档备份，存于） |